# Kimi Tsunagi Five M
Kimi Tsunagi Five M (君繋ファイブエム, Kimi tsunagi faibu emu) je prvi "potpuni" studijski album japanske rock grupe Asian Kung-Fu Generation. Uz dva uspješna singla Mirai no Kakera i Kimi to Iu Hana, album je prodan u više od 250,000 primjeraka, te se našao na petom mjestu Oriconove ljestvice.

## Popis pjesama
1. Flash Back (フラッシュバック, Furasshubakku) – 1:58
2. Mirai no Kakera (未来の破片, "Mirai no Kakera") – 4:45
3. Denpato (電波塔, Denpatō) – 3:31
4. Understand (アンダースタンド, Andāsutando) – 3:44
5. Natsu no hi, Zanzo (夏の日、残像, Natsu no Hi, Zanzō) – 4:41
6. Mugen Glider (無限グライダー, Mugen guraidā) – 5:07
7. Sono wakeo (その訳を, "Sono wakeo") – 4:36
8. N.G.S. – 2:54
9. Jihei Tansaku (自閉探索, "Jihei Tansaku") – 3:28
10. E – 4:12
11. Kimi to Iu Hana (君という花, "Kimi to iu Hana") – 6:10
12. No Name (ノーネーム, Nōnēmu) – 5:00

## Produkcija
- Asian Kung-Fu Generation - producent
- Masafumi Gotō - vokal, gitara, tekst
- Kensuke Kita - gitara, prateći vokali
- Takahiro Yamada - bas, prateći vokali
- Kiyoshi Ijichi - bubnjevi
- Tohru Takayama - mikser
- Mitsuharu Harada - mastering
- Kenichi Nakamura - snimatelj

## Pozicije na ljestvicama

### Album
| Godina | Ljestvica | Najviša pozicija |
| ------ | --------- | ---------------- |
| 2003.  | Oricon    | 5                |

### Singlovi
| Godina | Singl             | Najviša pozicija |
| Godina | Singl             | Oricon           |
| ------ | ----------------- | ---------------- |
| 2003.  | "Mirai no Kakera" | 34               |
| 2003.  | "Kimi to Iu Hana" | 14               |

## Vanjske poveznice
- Kimi Tsunagi Five M na MusicBrainz
- Kimi Tsunagi Five M na Last.fm